# جيسيكا وولي
جيسيكا وولي (بالإنجليزية: Jessica Wooley)‏ هي لاعبة كرة قدم بريطانية، ولدت في 27 مارس 2001 في إنجلترا في المملكة المتحدة.

## روابط خارجية
- جيسيكا وولي على موقع قاعدة بيانات كرة القدم.إي يو (الإنجليزية)
- جيسيكا وولي على موقع Soccerway.com (الإنجليزية)